# Houttuynia

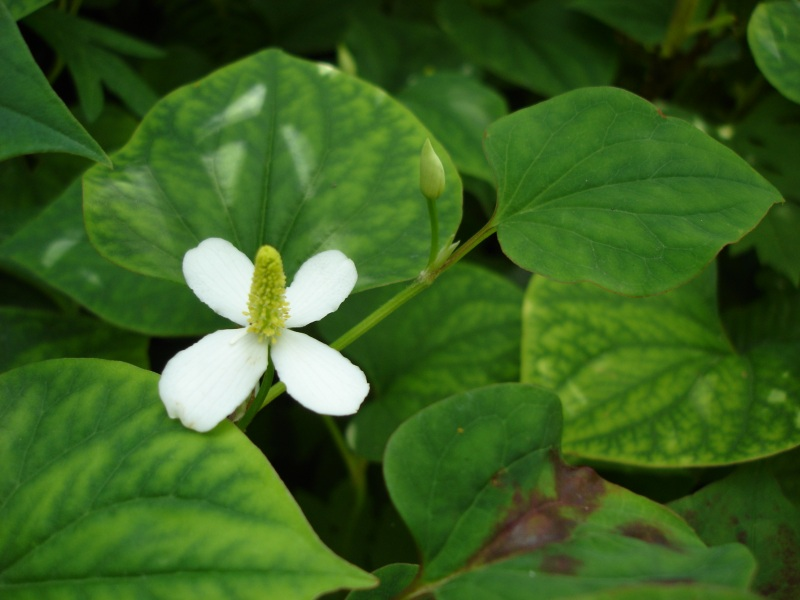
Houttuynia cordata.

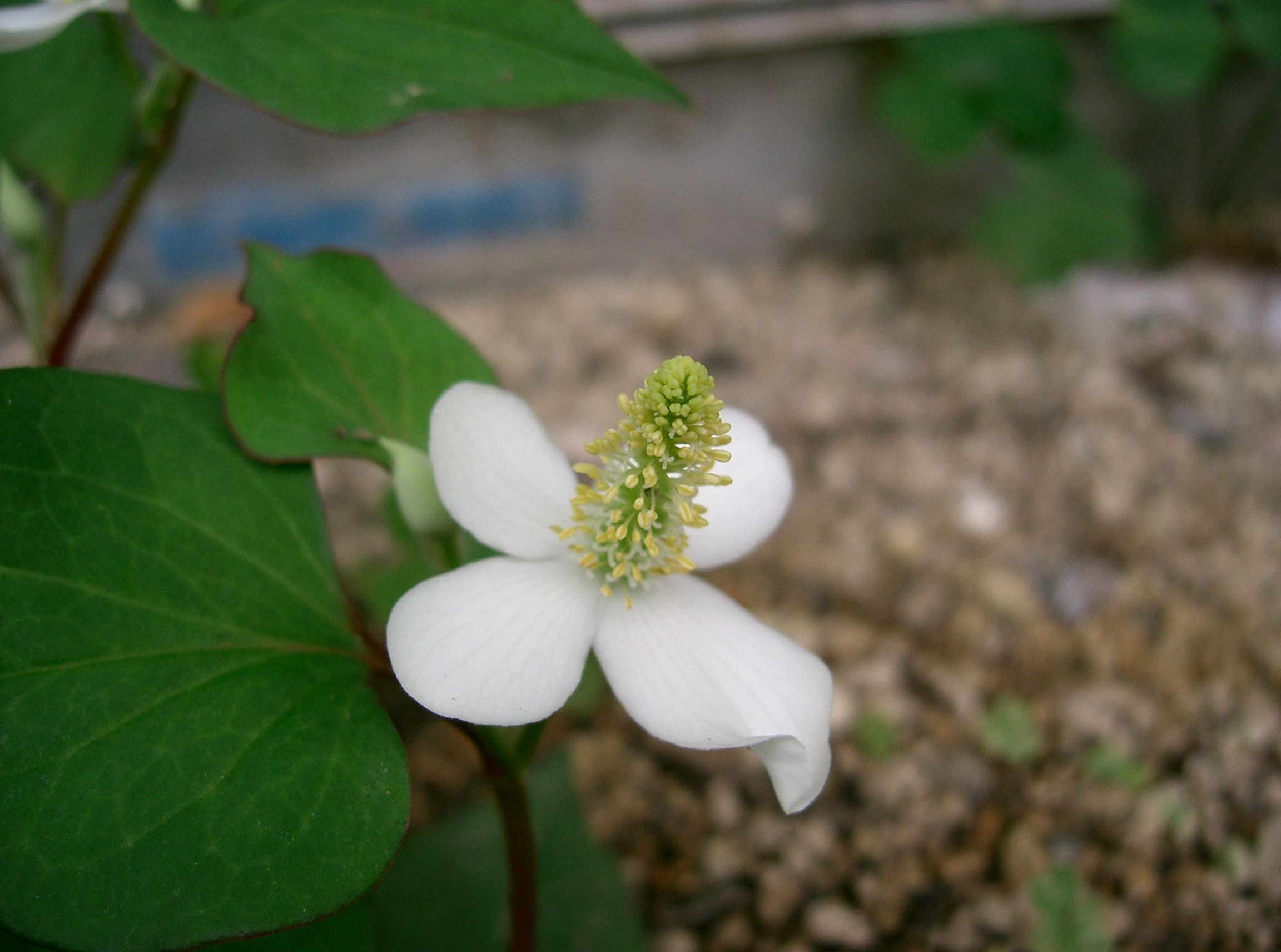
Inflorescência de Houttuynia cordata

Houttuynia é um género de plantas com flor pertencente à família das Saururaceae, que agrupa duas espécies nativas do Sueste Asiático.

## Descrição
O género Houttuynia Thunb., 1783, nom. cons., compreende duas espécies de plantas herbáceas perenes da família Saururaceae. A espécie tipo é Houttuynia cordata Thunb., 1783. O nome genérico recorda o naturalista e médico holandês Martinus Houttuyn (1720-1794).
Com os caracteres gerais da família Saururaceae, o género Houttuynia apresenta as seguintes características específicas:
- Ervas perenes, erectas ou ascendentes, até 60 cm, estoloníferas.
- Folhas palmatinervadas, inteiras, amplamente ovadas a cordato-ovadas, pecíolos mais curtos que as lâminas foliares. Estípulas membranosas.
- Caule longitudinalmente sulcado.
- Inflorescências em espiga pedunculada, terminal ou opositifoliada, com 4(-8) brácteas petalóides basais brancas formando um pseudanto.
- Flores brancas, pequenas; 3(-4) estames, opostos aos carpelos, periginosos, mais compridos que o estilete, com os filamentos 3 × mais compridos que as anteras. As anteras oblongas; gineceu seminífero, paracárpico, carpelos 3, com (6-)7-9 óvulos em cada placenta, estilos 3, recurvados.
- Fruto em cápsula subglobosa, apicalmente deiscente.
- Número cromossómico: 2n = 24, 96.

Uma espécie, H. cordata, é amplamente cultivada como erva culinária. O género foi originalmente descrito em 1783 por Carl Peter Thunberg quando descreveu formalmente H. cordata como a única espécie. Permaneceu um género monotípico até 2001 quando Zheng Yin Zhu e Shi Liang Zhang descobriram e descreveram uma segunda espécie, nativa da China, H. emeiensis mas a validade ainda não foi totalmente estabelecida. o nome genérico é uma homenagema a Martinus Houttuyn.
O género tem distribuição natural no leste e sueste da Ásia, onde ocorre em locais húmidos, florestas, prados, pradarias, margens de rios, matagais, ravinas, valas, em altitudes de 0-2500 m.
Na farmacopeia tradicional do leste da Ásia, utilizam-se as folhas. As folhas e os rebentos são consumidos como legume. É também utilizada como ornamental.

## Espécies
O género agrupa duas espécies:
- Houttuynia cordata Thunb., 1783 (= Polypara cochinchinensis Lour., 1790; Gymnotheca chinensis Decne., 1845; H. cordata fo. viridis J.Ohara, 1985). Flores de abril a setembro, frutos de junho a outubro. China, Taiwan, Butão, Índia, Indonésia, Japão, Ryu-Kyu, Coreia, Birmânia, Nepal, Tailândia, Vietname; cultivada noutros locais. São conhecidas numerosas cultivares ornamentais.
- Houttuynia emeiensis

## Classificação antiga
Na classificação taxonómica de Jussieu (1789), Houttuynia é um género  botânico da ordem  Aroideae,  classe Monocotyledones com estames hipogínicos.